# Amunuser
Amunuser, auch Useramun (* um 1515 v. Chr.; † um 1449 v. Chr.), amtierte in der 18. Dynastie (Neues Reich) unter Thutmosis III. sowie Hatschepsut als Wesir und hatte den Ehrentitel Stadtvorsteher inne. In seinem Erstgrab (TT61) in der Nekropole Scheich Abd el-Qurna erscheint Amunuser mit seinem abgekürzten Namen User.

## Familie
Amunusers Vater war ebenfalls Wesir und trug den Namen Ahmose, wurde aber meist mit dem Kosenamen Aametju erwähnt. Seine Mutter war eine gewisse Ahhotep. Allem Anschein nach hatte Amunuser verwandtschaftliche Beziehungen zu dem unter Amenophis I. sowie Thutmosis I. amtierenden Turi, Vizekönig von Kusch.
Mit seiner Frau Tjuju, die nur als Hausherrin bezeichnet wurde, hatte Amunuser zwölf Kinder:
- Söhne: Merimaat (Zweiter Prophet des Amun), Samenchet (Nachfolger als Schreiber des Gottesschatzes von Amun), Amenemhet (Wab-Priester), Meri (Wab-Priester) und Userhat (ohne Titel)
- Töchter: Baket (Chorsängerin des Amun), die anderen sechs Töchter werden nicht weiter erwähnt.

## Tätigkeiten
Unter Thutmosis I. hatte Amunuser das Amt Schreiber des Gottesschatzes im Tempel des Amun inne und wurde am 1. Achet I (13. August) 1475 v. Chr. im fünften Regierungsjahr von Thutmosis III. zum Wesir ernannt. Zwei Texte des Königspapyrus Turin sowie eine Inschrift aus seinem zweiten Grab (TT131) erwähnen bei seiner Ernennung zum Wesir den Umstand, dass seine Beschneidung schon 30 Jahre zurücklag. Seine Geburt fiel demnach in das zehnte Regierungsjahr von Amenophis I.
Bei der Ernennung zum Wesir erhielt Amunuser den Zusatztitel Medu-jau und übte das Amt zunächst mit seinem Vater Ahmose aus. Da keine gemeinsamen Darstellungen von Ahmose und Amunuser belegt sind, wird er kurze Zeit später das Amt alleine übernommen haben. Bedeutsam ist seine Nicht-Erwähnung als ranghöchster Beamter beim Bau des Totentempels der Hatschepsut, der Puntexpedition, dem Sedfest der Hatschepsut und ihrer Aufrichtung der beiden Obelisken in Karnak. Dieser Umstand ist deshalb so auffällig, da rangniedere Beamte bei jenen feierlichen Ereignissen genannt wurden. Es überrascht daher, dass sich Amunuser in seiner Grabkammer als Mann mit königlichen Rechten beschreibt, die über den Rang des Senenmut hinauszugehen zu scheinen.
Im Gegensatz zu Senenmut und dem Hohepriester Hapuseneb, die als hohe Beamte in den letzten Regierungsjahren der Hatschepsut ihre Ämter nicht mehr ausübten, überdauerte Amunuser deren Tod. Er übernahm danach das Amt Vermögensverwalter des Amuntempels, das zuvor Senenmut bekleidet hatte und nach dem Tod der Hatschepsut mit dem Amt des Wesirs vereinigt wurde. Letztmals ist Amunusers Name auf einer Stele im 28. Regierungsjahr von Thutmosis III. belegt. Da sechs Jahre später sein Neffe Rechmire als Wesir genannt wird, muss Amunuser kurz nach dem 28. Regierungsjahr gestorben sein.

## Grabanlagen
Amunuser hatte einen aus zwei Teilen bestehenden Grabkomplex (TT61 und TT131), der in dieser Zeit für hohe Beamten üblich war. Die Grabkammer von TT61 war mit religiösen Texten ausgemalt. Von Amnunuser gibt es auch Fragmente seines Totenbuches. Aus einer Inschrift seines engsten Mitarbeiters Amenemhet als Amunusers Hausvorsteher des Wesirs und Kornschreiber des Amuntempels geht hervor, dass sich das große und treffliche Grab mit bemalten Wänden und einem Sarg in höherer Berglage befand.
Der Ägyptologe Wolfgang Helck vermutet daher, dass sich diese Bezeichnung auf das Grab TT61 bezieht, zumal sich nur im tiefer gelegenen Grab TT131 die Erwähnung von Amunusers späterem Titel Vermögensverwalter des Amun fand und deshalb TT131 wahrscheinlich das später erbaute Grab darstellte. Grabbeigaben, wie das Totenbuch, fanden sich in TT61, in dem Amunuser vermutlich bestattet wurde. In diesem Zusammenhang bleibt ebenfalls unklar, von welchem Ort Amunusers Mumie verschleppt sein könnte.